# والن (آلمان)
والن (به آلمانی: Wallen) یک شهر در آلمان است که در دیمارشن واقع شده‌است. والن ۳۷ نفر جمعیت دارد.